# As I Lay Dying (roman)
As I Lay Dying is een in 1930 gepubliceerde roman van de Amerikaanse schrijver William Faulkner. 
Faulkner schreef het boek in zes weken, terwijl hij werkte op een elektriciteitscentrale, Zelf beschreef hij het als een "tour de force." Deze vijfde roman van Faulkner wordt algemeen gerekend tot de  beste romans van de 20e-eeuwse literatuur. De titel is afgeleid van de vertaling door William Marris die Faulkner had gelezen van Boek XI van Homerus' Odyssee, waarin de geest van Agamemnon tot Odysseus spreekt over hoe zijn vrouw Clytaemnestra op zijn sterven had gereageerd: 
[...] "as I lay dying
Upon the sword, raised up my hands to smite her ;
And .shamelessly .she turned away, and scorned
To draw my eyelids down or close my mouth,
Though I was on the road to Hades’ house.’’
De roman is bekend om zijn stream of consciousness schrijftechniek, de meerdere vertellers en de hoofdstukken van sterk verschillende lengte. Zo bestaat het kortste hoofdstuk in het boek uit slechts vijf woorden: "My mother is a fish" (Mijn moeder is een vis).
In 1955 verscheen de Nederlandse vertaling van John Vandenbergh onder de titel Uitvaart in Mississippi. In 1987 volgde een vertaling van Rien Verhoef onder de titel Terwijl ik al heenging. 